# Burgstall Grünberg (Grünberg)
Der Burgstall Grünberg ist eine abgegangene landgräfliche Burg in Grünberg im Landkreis Gießen in Hessen.

## Lage
Die größere Burganlage befand sich etwa 100 Meter nordöstlich der heutigen Stadtkirche, östlich des Burggrabens auf der höchsten Stelle Grünbergs, einer Basaltkuppe, die östlich des ehemaligen Burggeländes relativ steil ins Brunnental abfällt, durch das sich der Äschersbach sein Bett gegraben hat.

## Geschichte
Die Burg wurde um 1186 von Landgraf Ludwig III. von Thüringen erbaut und 1186 als castrum Gruninberc erwähnt. Sie sollte die damalige Westgrenze der Ludowinger Besitzungen gegen das Bistum Mainz sichern. Bei Streitigkeiten nach dem Tode Ludwigs nach 1190 zwischen dem Mainzer Erzbischof Konrad I. von Wittelsbach (unterstützt durch den Erzbischof von Köln, Adolf von Altena) und Ludwigs Nachfolger, seinem Bruder Hermann I., wurde die Burg zerstört, aber bald nach 1195 wieder aufgebaut.
Die Burg war Keimzelle der heutigen Stadt Grünberg, die schon 1222 zur Stadt erhoben wurde. Die Burg wurde Teil des Stadtgebietes und eine Stadtmauer umgab Ort und Burg, die östlich der Altstadt auf einer Basaltkuppe stand.
Im September 1263 werden Burg und Stadt genannt, als der erste hessische Landgraf Heinrich I. (Hessen) und seine Mutter Sophie von Brabant die neuerrichtete Landgrafschaft gegen Westen absichern wollten, dazu Grünberg und Frankenberg an das Erzbistum Mainz übereigneten und von diesem als Lehen zurück erhielten. 1310 zwischen Otto I. und dem  Mainzer Peter von Aspelt und 1347 zwischen Landgraf Heinrich II. und dem Erzbischof von Mainz Gerlach von Nassau wurde das Lehen urkundlich bestätigt. Dieses Lehensverhältnis war über alle Zeiten von Auseinandersetzungen begleitet, schon ab 1272 kam es dabei zu kriegerischen Handlungen um bestimmte Rechte um Grünberg, die nach Einfall eines Mainzer Heeres um 1283 ins Busecker Tal zur erstmaligen Ausrufung des hessischen Landsturms führten. Heinrich behauptete sich dabei gegen den starken Einfluss der Mainzer Erzbischöfe in seinem Machtbereich. Er wurde zwar von Mainz schon im Jahr 1274 geächtet, setzte sich aber spätestens 1283 gegen seinen Konkurrenten durch, als er bei Fritzlar ein Heer des Mainzer Erzbischofs Werner von Eppstein besiegte und damit den weiteren Gebrauch von erzbischöflichen Sendgerichten in landgräflichen Städten beendete.
Zur Zeit des Sternerbundes wird Grünberg zu den Orten gezählt, die eine Burg besaßen. 1386 wird die Burg erwähnt, als der hessische Landgraf sich in Grünberg aufhält. 1399 wird Johann von Rodenstein und Lißberg, Besitzer der Burg Lißberg, als Burgmann in Grünberg genannt. Erst um 1600 werden weitere Burgmannen aufgeführt.
Im 14. Jahrhundert verlor die Burg die Verteidigungsfähigkeit gegenüber der Stadt, die mit einer mächtigen Mauer und Wachtürmen gerüstet war, und verfiel spätestens im 16. Jahrhundert.
Um 1533 wurde wohl ein neues dreistöckiges Fachwerk-Gebäude als Burghaus gebaut, und um 1558 saniert oder umgebaut, wie eine Jahreszahl über dem Eingang bewies. Das Gebäude, Sitz der landgräflichen Verwaltung, diente später Beamten als Wohnung und wurde samt zahlreichen Nebengebäuden 1810 an Grünberger Bürger privatisiert. Um 1845 war es noch vorhanden. Die letzten Eigentümer haben 1969 das Burghaus abbrechen lassen. Entlang des Talweges unterhalb der ehemaligen Burg sieht man an mehreren Stellen noch Reste der alten Stadtmauer.
Von der ehemaligen Burganlage sind keine Reste erhalten.

## Anlage
Die relativ große Burganlage, wie aus den Zeichnungen des Burggeländes von 1801 erkennbar, war ähnlich einem Halbkreis angelegt, mit der geraden etwa 180 Meter langen östlichen Burgmauer, später Stadtmauerseite, Südwest-Nordost verlaufend. Der Halbkreis entsprach etwa dem Verlauf der heutigen Straße Burggraben Richtung Nordwest zeigend. Die größte Breite betrug mindestens 50 Meter. Der heutige Burggraben Weg war ein Wassergraben als Trennung zur Ortschaft hin. Neben dem Palas, der an die östliche Burgmauer im Südwesten der Anlage angelehnt war, besaß die Burg sieben weitere Gebäude, zu diesem ist auch das südlich zur Stadtkirche, der ehemaligen Marienkirche gelegene, 1441 erbaute und im 18. Jahrhundert neu gestaltete Brauhaus zu zählen. Die restlichen Gebäude standen im nördlichen Teil der Burganlage, hufeisenförmig aneinandergereiht, mit der offenen Seite nach Süden zum Palas weisend. Im Burgbereich stehen heute drei Terrassenhäuser, der Platz zwischen dem südlichen und mittleren Terrassenhaus entspricht etwa der Lage des früheren Burghauses.